# 林直嗣
林 直嗣（はやし なおつぐ）は、日本の経済学者。

## 略歴
長野県岡谷市出身。長野県諏訪清陵高等学校を経て、1974年慶應義塾大学経済学部卒業､気賀健三ゼミで自由主義的な経済政策の理論的基礎を研究。1976年同大学大学院経済学研究科修士課程修了、経済学修士、加藤寛ゼミで財政・金融政策や公共政策の理論と政策を研究。1979年同大学院経済学研究科博士課程単位取得満期退学、福岡正夫ゼミで一般均衡理論を研究し、田村茂ゼミで金融論を研究。1982年The University of Toronto大学院政治経済学研究科博士課程中退、カナダの金融を研究。1983年法政大学経営学部専任講師。1986年同大学同部助教授。1993年同大学同学部教授。1994 - 96年市ヶ谷計算センター所長。1997 - 99年法政大学経営学部教授会主任。2000 - 2002年市ヶ谷情報センター長、総合情報センター副所長。2008 - 2011年法政大学年金基金管理委員会委員長。2007 - 2019年日本経済政策学会国際交流副委員長・委員長。2013 - 2016年日本経済政策学会副会長。2017年法政大学ベストティーチャー賞。2020年法政大学名誉教授。2020年SBI大学院大学客員教授。

## 受賞歴
- カナダ首相出版賞 1994年『カナダの金融政策と金融制度改革』

## 著書

### 単著
1992年『ミクロ経済学入門』世界書院、1994年『カナダの金融政策と金融制度改革』近代文藝社、2013年『経済学入門』新世社、など10冊。

### 共編著
1987年『FORTRAN77入門』法政大学経営学部、1988年『金融のグローバリゼーションⅡ』法政大学出版会、1998年『グローバル・ファイナンス』日本経済評論社、 1993年『現代世界の金融政策』日本経済評論社、2014年『実習 Visual Basic 最新版』サイエンス社、など20冊。

### 論文

#### 英語論文
2005年 "Structural changes and unit roots in Japan's macroeconomic time series: is real business cycle theory supported?", Japan and the World Economy, Vol.17, Issue 2,pp.239-259, North Holland.など10本。

#### 日本語論文・論説・研究ノート
1994年「金融政策の政策目標と運営目標」慶應大学商学会『三田商学研究』37巻1号、pp.87-108、など67本。

### 学会・シンポジウム報告
2018年 Comments on Jordan: "Issues and Challenges of Monetary and Fiscal Policies Caused by Quantity Easing by Central Banks," The 17th International Conference of the Japan Economic Policy Association, at Keio University、など29本。

### 翻訳
1989年　PROFIT, INTEREST, AND INVESTMENT by F. von Hayek, 『利潤、利子および投資』ハイエク全集第2巻、（加藤寛・林直嗣・細野助博共訳）春秋社、など5冊。